# Horki (rejon kamieński)
Horki  (ukr. Гі́рки) – wieś na Ukrainie, w obwodzie wołyńskim, w rejonie kamieńskim. Liczy 775 mieszkańców
Do 2020 w rejonie lubieszowskim. 